# Ради Стоянов
Радослав Стойнев е специалист в областта на информационните технологии, програмиране и мрежова сигурност. Компютърен специалист в централата на партия АТАКА. Напуска политиката през 2015г.

## Биография
Радослав Стоянов е роден на 26 февруари 1979 година в град Стара Загора.. Завършва специалност „Физика“ в Софийски университет „Св. Климент Охридски“. През 2006 година става член на партия Атака.